# آيت احماد (ايموزكاون)
آيت احماد هو دُوَّار يقع بجماعة بوزمور، إقليم الصويرة، جهة مراكش آسفي في المملكة المغربية. ينتمي الدوّار لمشيخة ايموزكاون التي تضم 8 دواوير. يقدر عدد سكانه بـ 171 نسمة حسب الإحصاء الرسمي للسكان والسكنى لسنة 2004.

## وصلات خارجية
- البوابة الوطنية للجماعات الترابية
- المندوبية السامية للتخطيط